# Rejon słucki
Rejon słucki (biał. Слуцкі раён) – rejon w centralnej Białorusi, w obwodzie mińskim.

## Demografia
Ludność miast wynosi ok. 2 tys.
Liczba ludności (bez miasta Słuck):
- 2000: 41 200
- 2007: 35 796 (w tym kobiety 16-55 lat: 27 530, mężczyźni 16-60 lat: 30 951)

Skład etniczny ludności (1 grudnia 2007): Białorusini — 87,9%; Rosjanie — 8,9%; Ukraińcy — 1,9%; Polacy — 0,3%; inni — 1%